# Sualkuchi
Sualkuchi è una suddivisione dell'India, classificata come census town, di 14.129 abitanti, situata nel distretto di Kamrup, nello stato federato dell'Assam. In base al numero di abitanti la città rientra nella classe IV (da 10.000 a 19.999 persone).

## Geografia fisica
La città è situata a 26° 10' 0 N e 91° 34' 0 E e ha un'altitudine di 34 m s.l.m..

## Società

### Evoluzione demografica
Al censimento del 2001 la popolazione di Sualkuchi assommava a 14.129 persone, delle quali 7.009 maschi e 7.120 femmine. I bambini di età inferiore o uguale ai sei anni assommavano a 896, dei quali 444 maschi e 452 femmine. Infine, coloro che erano in grado di saper almeno leggere e scrivere erano 11.611, dei quali 6.173 maschi e 5.438 femmine.